# De nio hjältarna

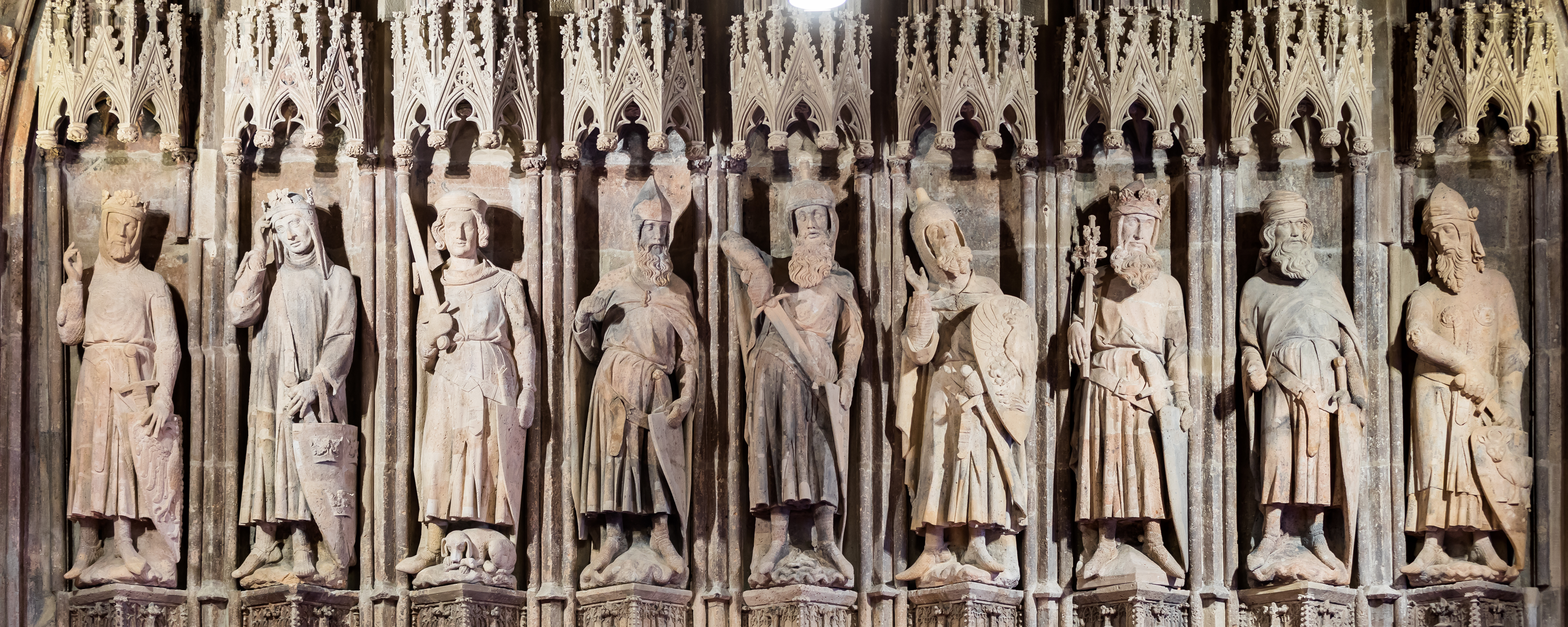
De nio hjältarna, skulptur i Kölns gamla rådhus.

De nio hjältarna (eng. The Nine Worthies, fr. Les Neuf Preux) var nio personer som under medeltiden ansågs utgöra ideal för en riddare. De omnämns för första gången 1319, i Jacques de Longuyons verk Voeux du Paon. De nio var indelade i tre grupper om tre, som var beroende av vilken tidsperiod de hade levat i: den hedniska, den judiska eller den kristna.
De nio hjältarna var:
- Hedniska:
  - Hektor
  - Alexander den store
  - Julius Caesar
- Judiska:
  - Josua
  - Kung David
  - Judas Mackabaios
- Kristna:
  - Kung Artur
  - Karl den store
  - Gottfrid av Bouillon

De nio hjältarna var ofta återkommande i den medeltida europeiska litteraturen och konsten, och fick snabb spridning över stora delar av kontinenten. Det gjordes även försök att på ett liknande sätt samla nio kvinnor, de nio hjältinnorna, som representerade kvinnliga ideal, och även om det fanns flera förslag var det aldrig något som fick samma spridning och status som de nio manliga hjältarna.